# Stephen McHattie
Stephen McHattie Smith (ur. 3 lutego 1947 w Antigonish) – kanadyjski aktor filmowy, teatralny i telewizyjny szkockiego i irlandzkiego pochodzenia.

## Życiorys
Urodził się w Antigonish w Nowej Szkocji w Kanadzie. Uczęszczał do Arcadia University. Mając 21 lat ukończył American Academy of Dramatic Arts. Karierę aktorską rozpoczął w Nowym Jorku. W 1968 zadebiutował na Broadwayu w spektaklu The American Dream. Dwa lata później pojawił się jako Artie Mason w swojej pierwszej produkcji filmowej The People Next Door (1970) z Eli Wallachem i Julie Harris. W dramacie wojennym Rogera Cormana Von Richthofen and Brown (1971) z Johnem Phillipem Law (jako Manfred von Richthofen) i Donem Stroudem (jako oficer Royal Air Force Roy Brown) zagrał postać niemieckiego lotnika Wernera Vossa. Robert Clouse powierzył mu niewielką rolę Roberta w filmie sensacyjno-przygodowym Ostatni wojownik (The Ultimate Warrior, 1975) u boku Yula Brynnera, Maxa von Sydow i Williama Smitha. Wystąpił jako James Dean w telewizyjnym dramacie biograficznym NBC James Dean (1976) z Michaelem Brandonem, Heather Menzies, Brooke Adams, Meg Foster i Amy Irving. Wcielił się także w Jacques’a Pasquinela w miniserialu NBC Jamesa A. Michenera Stulecie (Centennial, 1978–1979)
Popularność przyniósł mu występ w serialach: Star Trek: Stacja kosmiczna, Star Trek: Enterprise, Nieśmiertelny, a także w filmach: 300, Historia przemocy, Źródło, Sekretarka, Tylko strzelaj i Gliniarz z Beverly Hills III.
Wystąpił w sitcomie NBC Kroniki Seinfelda (1992) jako manipulujący psychiatra dr Reston, chłopak Elaine Benes (Julia Louis-Dreyfus) i serialu JAG (1996) w roli snajpera United States Marine Corps (w oparciu o prawdziwego snajpera Carlosa Hathcocka).
W Kanadzie pojawił się w serialu dokumentalnym CBC/Radio-Canada Canada: A People’s History (2000–2001) jako kanadyjski bohater generał major Sir Isaac Brock, a biograficznym dramacie sportowym Charlesa Binamé Maurice Richard (2005) z Royem Dupuisem jako legendarny trener Dick Irvin.

## Życie prywatne
Był żonaty z aktorką Meg Foster. Poślubił aktorkę Lisę Houle, z którą ma troje dzieci.

## Filmografia

### Filmy fabularne
- Geronimo: amerykańska legenda (1993) jako Schoonover
- Gliniarz z Beverly Hills III (1994) jako agent Secret Service Steve Fulbright
- Life with Billy (1994) jako Billy Stafford
- American Whiskey Bar (1998) jako A
- Sekretarka (2002) jako Burt Holloway
- Maurice Richard (2005) jako Dick Irvin
- Pakt milczenia (2006) jako James Danvers
- 300 (2006) jako lojalista
- Jesse Stone: Śmierć w raju (2006) jako kapitan Healy
- Tylko strzelaj (2007) jako kapitan Hammerson
- Jesse Stone: Przemiana (2007) jako kapitan Healy
- Fala śmierci (2007) jako Edgard Powell
- Pontypool (2008) jako Grant Mazzy
- Watchmen: Strażnicy (2009) jako Hollis Mason / Nite Owl (Nocny Puchacz)
- 2012 (2009) jako kapitan Michaels
- The Timekeeper (2009) jako Fisk
- Immortals. Bogowie i herosi (2011) jako król Kassander
- Człowiek z Cold Rock (2012) jako porucznik Dodd
- A Little Bit Zombie (2012) jako Max
- Meetings with a Young Poet (2013) jako Samuel Beckett
- Lizzie Borden chwyta za siekierę (2014) jako Andrew Borden
- Come to Daddy (2019) jako Gordon
- Target Number One (2020) jako Frank Cooper
- My Animal (2023) jako Henry

### Seriale TV
- Piękna i Bestia (1989–1990) jako Gabriel
- Emilka ze Srebrnego Nowiu (1998−2000) jako kuzyn Jimmy Murray
- Detektyw Murdoch (2008–2009) jako Harry Murdoch
- XIII (2011) jako prezydent Ben Carrington
- Wirus (2014–2015) jako Vaun
- Orphan Black (2017) jako P.T Westmorland
- Essex County (2023) jako Lou

## Nagrody i nominacje
| Rok  | Nagroda                                       | Kategoria                    | Film                       | Rezultat  |
| ---- | --------------------------------------------- | ---------------------------- | -------------------------- | --------- |
| 1995 | Gemini Award                                  | Najlepszy aktor              | Moje życie z Billym        | Wygrana   |
| 1998 | Gemini Award                                  | Najlepszy aktor              | Emilka ze Srebrnego Nowiu  | Nominacja |
| 1998 | Gemini Award                                  | Najlepszy aktor              | American Whiskey Bar       | Nominacja |
| 2007 | Nagroda Genie                                 | Najlepszy aktor              | Maurice Richard            | Wygrana   |
| 2008 | Gemini Award                                  | Najlepszy aktor              | Detektyw Murdoch           | Nominacja |
| 2009 | Bucheon International Fantastic Film Festival | Najlepszy aktor              | Pontypool                  | Wygrana   |
| 2010 | Vancouver Film Critics Circle                 | Najlepszy aktor              | Pontypool                  | Nominacja |
| 2010 | Fangoria Chainsaw Award                       | Najlepszy aktor drugoplanowy | Pontypool                  | Nominacja |
| 2010 | Nagroda Genie                                 | Najlepszy aktor              | Pontypool                  | Nominacja |
| 2010 | Jutra Award                                   | Najlepszy aktor              | The Timekeeper             | Nominacja |
| 2014 | Fangoria Chainsaw Award                       | Najlepszy aktor drugoplanowy | Istnienie                  | Nominacja |
| 2015 | Jutra Award                                   | Najlepszy aktor              | Meetings with a Young Poet | Nominacja |